# Zeuzleben
Zeuzleben ist ein Gemeindeteil des Marktes Werneck im unterfränkischen Landkreis Schweinfurt in Bayern.

## Geographie

### Geographische Lage
Das Haufendorf liegt größtenteils nördlich der Wern im Tal des Flusses. Der Stängersgraben fließt im Westen hindurch und mündet kurz darauf in die Wern. Werneck befindet sich zwei Kilometer im Osten, Schweinfurt ist 13 Kilometer Luftlinie entfernt. Durch Zeuzleben verläuft der Fränkische Marienweg.

### Geologie
Der Boden besteht aus Muschelkalk. Zeuzleben verfügt über Steinbrüche, Laubwälder und Ackerfläche.

## Geschichte

### Prähistorische Funde

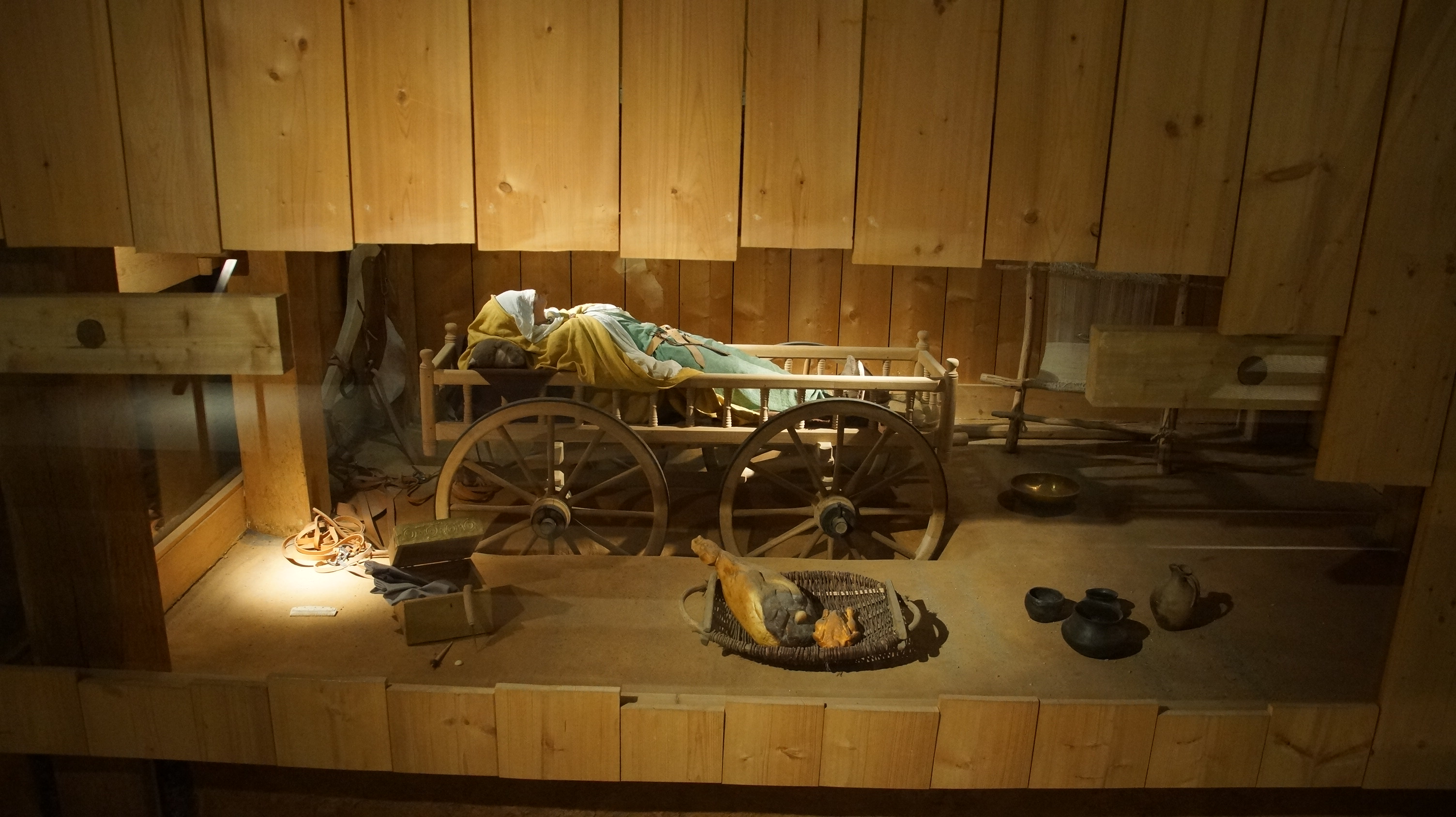
Grabhaus von Zeuzleben (Unterfranken) heute in Bad Windsheim

Das prähistorische Gräberfeld von Zeuzleben enthielt 15 zumeist enthauptete Pferde, dazu 4 große Hunde, die einzeln, zu zweit oder zu dritt bestattet waren und zumeist nicht mit menschlichen Grabanlagen in Beziehung zu setzen sind, und ein Frauengrab mit Wagenbeigabe, das etwa in den Jahren 530–540 in der Merowingerzeit entstanden ist. Eine maßstabsgerechte Nachbildung des Grabes wurde im Archäologie-Museum des Fränkischen Freilandmuseums Bad Windsheim nachgebaut und kann dort besichtigt werden. 450 Funde stellte der verstorbene Grundstückseigentümer und Entdecker Fridolin Beßler der Archäologischen Staatssammlung in München vertragsweise zur Verfügung, die aber die Leihgaben wegen nicht erfüllter Auflagen nicht zurückgab.

### Erste Erwähnung
Zeuzleben wurde 876 erstmals urkundlich erwähnt. Die Endung -leben weist auf thüringische Niederlassung hin. Frühere Ortsnamen sind „Zutilebe“ und „Zuzeleibe“ und sind wahrscheinlich eine Umschreibung von Erbgut des Zuto.

### Eingemeindung
Am 1. Juli 1972 wurde die Gemeinde Zeuzleben im Zuge der Gebietsreform in Bayern in die Gemeinde Werneck eingegliedert.

## Kultur und Sehenswürdigkeiten
In Zeuzleben gibt es eine öffentliche Bücherei mit etwa 3000 Medien (Stand 2013).

### Baudenkmäler

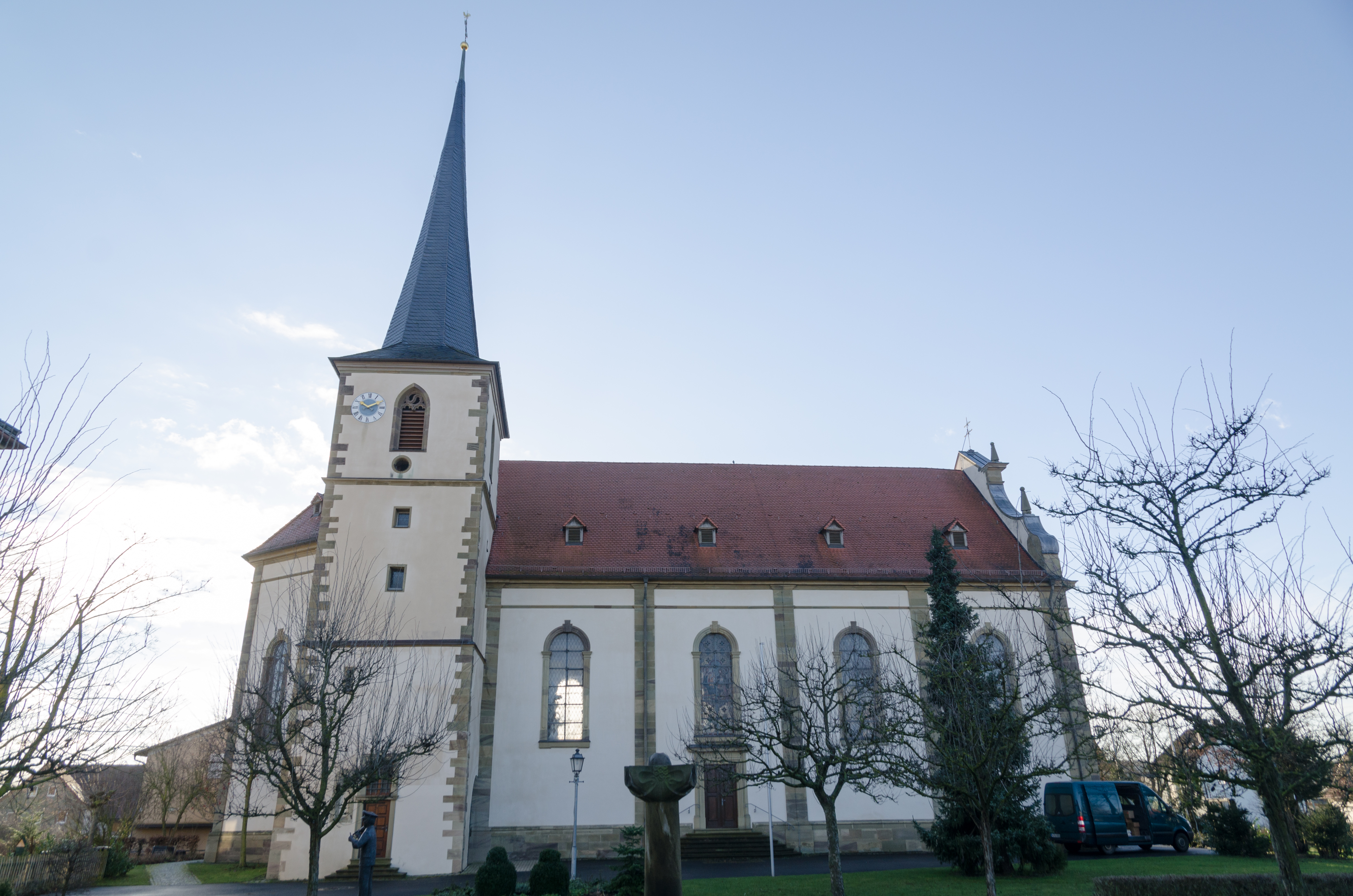
Zeuzleben, Katholische Pfarrkirche St. Bartholomäus

Bedeutend ist die 1753–1754 gebaute katholische Kirche St. Bartholomäus  mit einem Fenster des Passauer Glasmalers Alexander Sutor. Auf dem Dorfplatz steht der älteste Bildstock des Landkreises Schweinfurt, der von 1536 datiert.

## Wirtschaft und Infrastruktur
Die Bewohner sind in der Landwirtschaft, in sozialen Berufen in Werneck und vor allem in der Schweinfurter Industrie beschäftigt.

### Verkehr
Durch Zeuzleben führt die Bundesstraße 26. 1,5 km nordwestlich verläuft die Autobahn A 7. Die ebenfalls in der Nähe befindliche A 70 ist über die Bundesstraße 19 und die Anschlussstelle Werneck (AS 3) erreichbar. Der Ort ist an das Radwegenetz des Marktes Werneck angeschlossen.

## Persönlichkeiten (Auswahl)
- Nikolaus Holzapfel (1847–1920), Landwirt, Politiker und Reichstagsabgeordneter